# Kościół Chrystusa Króla w Krakowie (Przegorzały)
Kościół Chrystusa Króla – rzymskokatolicki kościół parafialny oraz konwentualny jezuitów, znajdujący się w Krakowie, w dzielnicy VII przy ul. Zaskale 1, w Przegorzałach.

## Historia
Posiadłość w Przegorzałach (wtedy podkrakowskiej wsi) kupili krakowscy jezuici w roku 1888, z przeznaczeniem na miejsce wypoczynku.
W roku 1890 rozpoczęto rozbudowę willi oraz budowę pierwszej kaplicy. Prace te powierzono architektowi Stanisławowi Krzyżanowskiemu.
W 1949 roku rozpoczęto rozbudowę kaplicy. Jej projektantem i wykonawcą był Władysław Stupnicki.
Gdy władze komunistyczne chciały zabrać jezuitom dom 16 kwietnia 1950 roku kardynał Adam Sapieha erygował parafię w Przegorzałach. Kaplica zakonna stała się kościołem parafialnym mieszkańców Bielan i Przegorzał.
Dla ozdobienia ołtarza w odnowionej kaplicy dr Maria Spiss podarowała w roku 1952 olejny obraz pędzla Józefa Unierzyskiego. Wisiał on w głównym ołtarzu kaplicy do roku 1967.
W roku 1967 nastąpiła kolejna, trzecia przebudowy kaplicy. Autorem projektu był artysta plastyk Wiktor Ostrzołek,  którego autorstwa są także witraże w oknach przedstawiające sceny ze Starego i Nowego Testamentu: Ukrzyżowanie, Ostatnią Wieczerzę, Ofiarę Izaaka, Ofiarę Melchizedeka i Ofiarę Abla.
Czwartą rozbudowę i modernizację świątyni przeprowadzono w latach 1970–1973, według projektu Wojciecha Pietraszewskiego.

## Wystrój kościoła
Ostateczny jej wygląd i wystrój jest dziełem mieszkańców Przegorzał, małżeństwa Heleny i Romana Husarskich – artystów plastyków, oraz ich córki Joanny Husarskiej-Chmielarz i jej męża Adama. Ich autorstwa są ceramiczne stacje drogi krzyżowej w formie fryzu na ścianie wewnątrz kościoła oraz dekoracja zewnętrzna: mozaika  Modlitwa w Ogrójcu na fasadzie, Zwiastowanie i Sąd Ostateczny na elewacjach bocznych.
Husarscy są też autorami znajdującego się w głównym ołtarzu posągu Chrystusa, który wg planów miał składać się z dwóch części. Część stała to podstawa ciała Jezusa, a w zależności od okresu liturgicznego wymieniane miały być głowy Chrystusa. Dlatego artyści przygotowali trzy różne głowy, każda z innym wyrazem twarzy. Ponieważ częsta wymiana tego elementu posągu okazała się trudna, w kościele na stałe pozostawiono pomnik Chrystusa Zwycięskiego, który miał być prezentowany tylko w okresie wielkanocnym. Pozostałe głowy zachowały się - jedna jest przechowywana w samym klasztorze, a druga została na terenie posiadłości Husarskich.
Kościół to niewielka, prostokątna, salowa świątynia z płaskim stropem. Znajduje się pomiędzy zabudowaniami klasztoru jezuitów, jest niewidoczna z przebiegającej poniżej ulicy. Fasadą zwrócona w stronę stoku wzgórza. O funkcji budynku informuje tylko krzyż misyjny stojący obok niego.
- Kościół widziany z ul. Księcia Józefa.

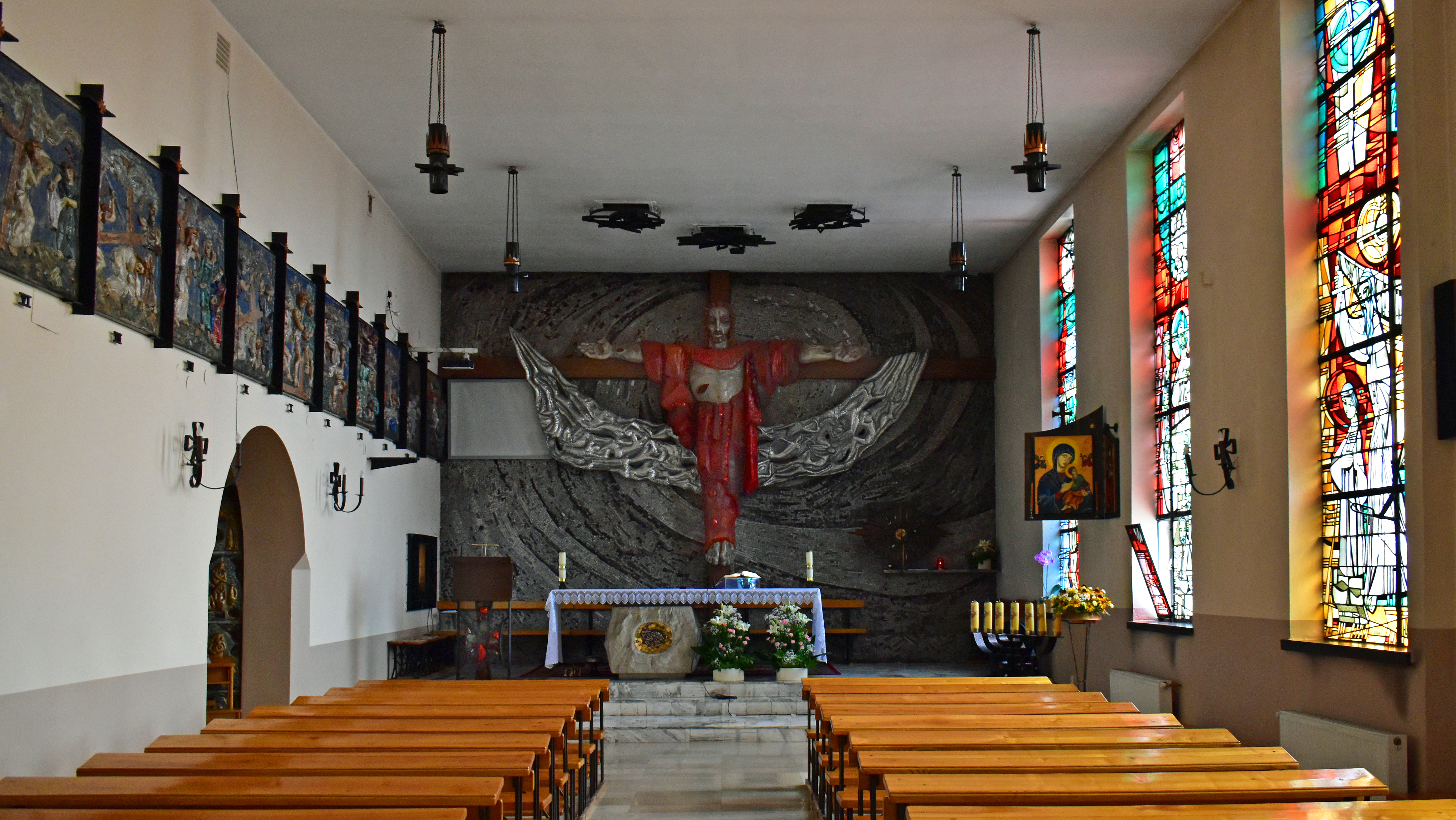
Wnętrze kościoła.
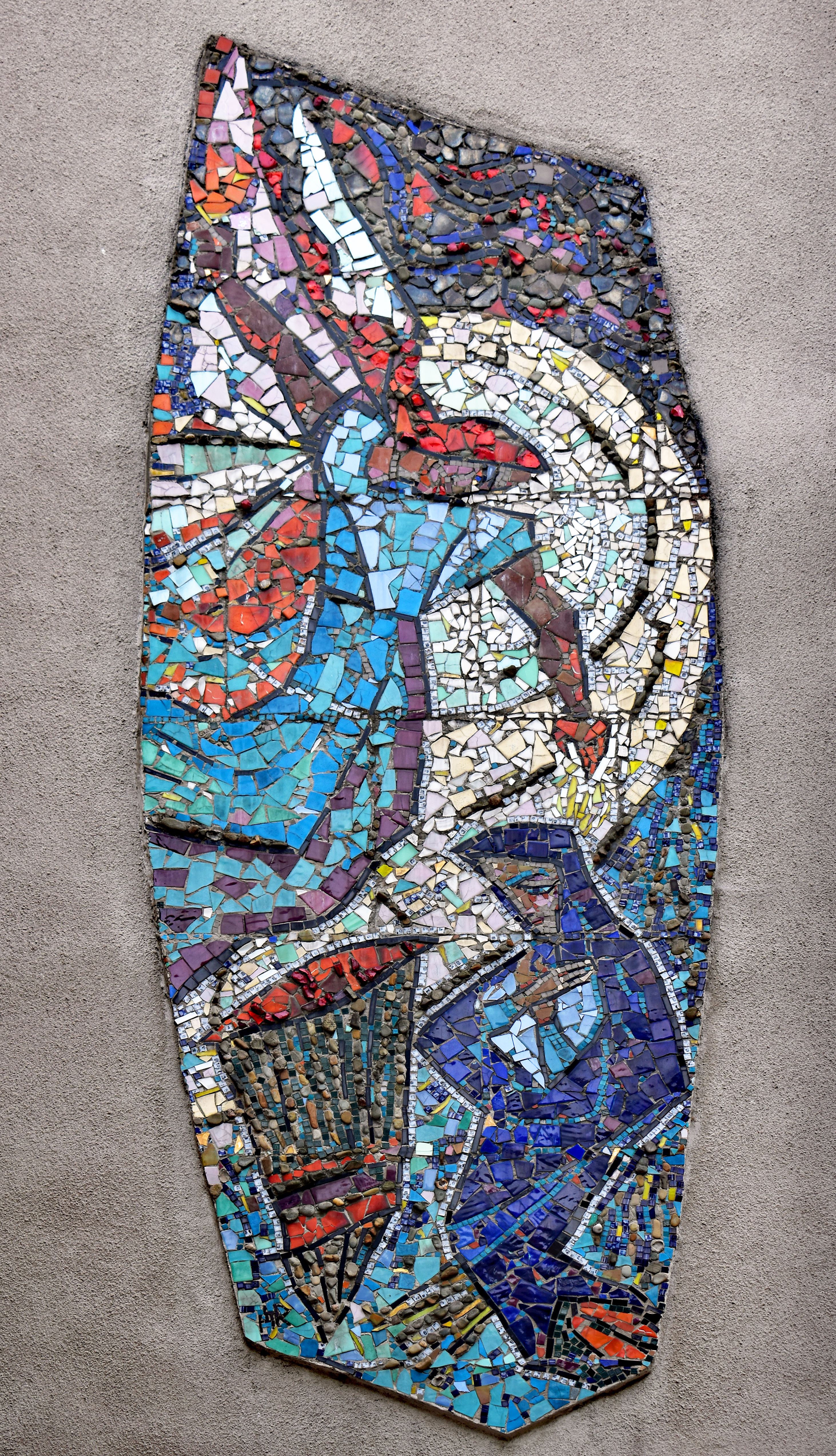
Mozaika „Zwiastowanie”.
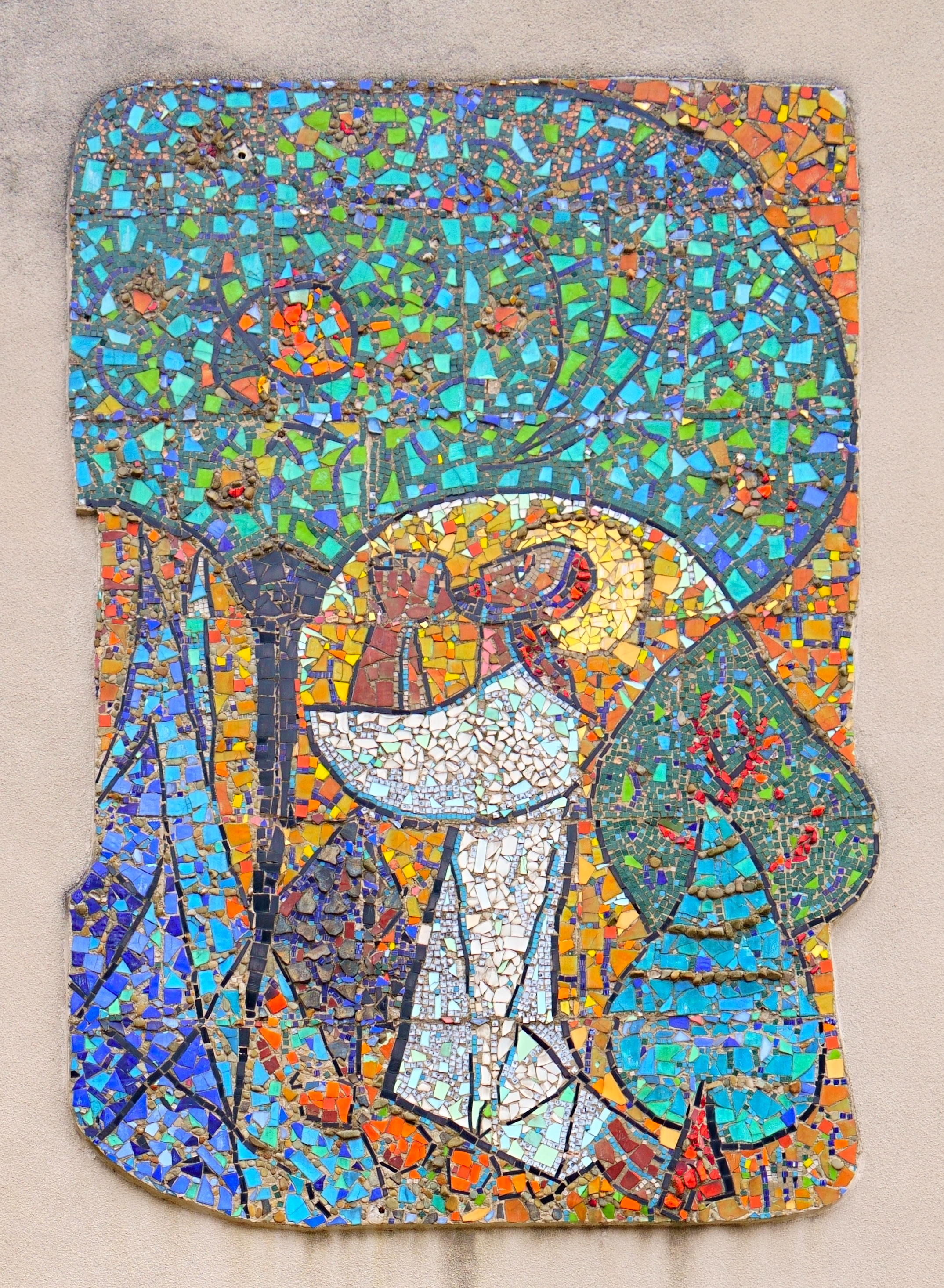
Mozaika „Modlitwa w Ogrójcu”.
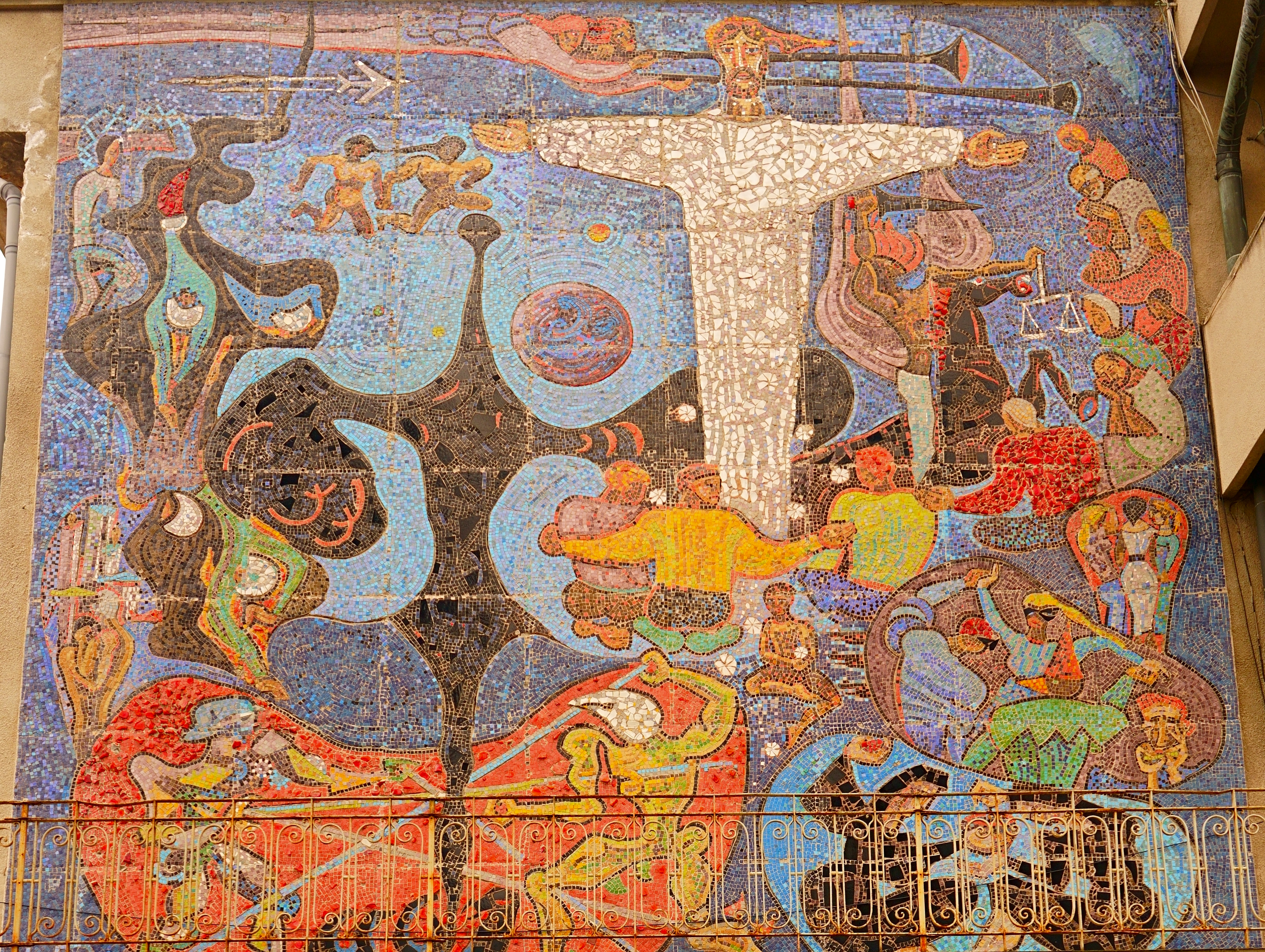
Mozaika „Sąd Ostateczny”.